# レッドベアード
レッドベアード（Red Beard、「赤ひげ」の意）はイギリス最初の戦術核兵器である。イギリス空軍の3Vボマーおよびキャンベラ爆撃機のほか、イギリス海軍艦隊航空隊のバッカニア、シミターなどに搭載された。軍の作戦要求仕様1127（OR.1127）に基づいて開発され、1962年から1971年まで配備されていた。

## 設計
レッドベアードは複合コア（composite core）を使ったブーストされない核分裂兵器であった。複合コアは兵器級プルトニウムと兵器級ウラン235を使用しており、10キロトン以上の威力を持つ純プルトニウム爆弾の特徴である早期核爆発の危険性を小さくすることがその目的だった。それはまた核物質の無駄を減らすという利点ももたらした。この設計はオーストラリアのマラリンガで行われた2回のバッファロー作戦（1回目は1956年9月27日、2回目は10月22日）で実証された。レッドベアードの設計思想はブルーダニューブと同様だったが、爆縮技術の革新によって全体的なサイズはかなり小さくなっていた。
レッドベアードの長さは3.66m（12フィート）、直径は0.71m（28インチ）、重量はおよそ794kg（1,750ポンド）だった。15キロトンのMk.1と25キロトンのMk.2の2つのバージョンが生産され、さらにMk.2には、高高度爆撃機から投下されるNo.1と、低空で運ばれトス爆撃方式で投下されるNo.2の2種類があった。このトス・ボミング方式とは「肩越し」に投下を行うもので、「LABS（Low-Alititude-Bombing-System）」と呼ばれた。
レッドベアードのイギリス空軍およびイギリス海軍における呼称は以下の通りである。
- Bomb, Aircraft, HE 2,000 lb MC Mk.1 No.1
- Bomb, Aircraft, HE 2,000 lb MC Mk.1 No.2
- Bomb, Aircraft, HE 2,000 lb MC Mk.2 No.1
- Bomb, Aircraft, HE 2,000 lb MC Mk.2 No.2

レッドベアードの実際の重量はおよそ1,750 lb（794 kg）なので、公式呼称よりかなり軽い。この呼称は当初の技術的な要求に基づいたものである。
1世代前の核爆弾であるブルーダニューブからレッドベアードが進歩した重要なポイントは、爆弾の点火機構やレーダー高度信管への電力供給であった。ブルーダニューブは6ボルトの直流鉛蓄電池を使用していたが、信頼性が低く、離陸の直前に設置する必要があった。さらにまた、漏れた電流が点火装置に流れ、予期せぬ爆発につながるという潜在的危険も存在していた。レッドベアードは頭部に設置した2基のラムエア・タービンを使っていたため、爆弾投下の前にそこから電流が流れることはありえなかった。空気取入口は先端にあり、排気は頭部の横にある排気口から行われた。投下されるまでは、レッドベアードの暖機とレーダー信管の予熱のための電力は母機から得た。
ブルーダニューブと同じく、レッドベアードの直径28インチ（0.71m）は12フィート（3.66m）という全長から理想的とされるものより太いものだった。この不恰好さを補正して、投下後の姿勢を速やかに安定させるために、レッドベアードは空気力学的な力で展開されるひれを備えていた。それは母機に結び付けられた索によって起動された。
ブルーダニューブと同じく、起爆装置は、投下後に気圧「ゲート」によって起動する1対のレーダー信管から構成されていた。気圧ゲートは、自由落下の際、計算された爆発高度に達する最後の数秒にレーダー信管のスイッチが入ることを確実とした。この技術は対電子兵器によってレーダー信管が無効化される可能性を最小にした。また、バックアップの接続が設けられ、不発の場合に爆弾が確実に破壊されるよう、信管に触れるようになっていた。
どの種類も、飛行中に武装を施すこと、すなわち核分裂コアの飛行中装填（In Flight Insertion（IFI））はできなかった。コアの装填は地上で、離陸の前に行われた（Last Minute Loading（LML）と称する）。艦載機は、準備が完了したレッドベアードを搭載したままの着艦を禁じられており、その場合は陸上基地に回された。イギリス海軍はバッカニア開発の遅れに対する「保険」としてシービクセンをレッドベアード搭載機として認可するよう要求したが、結局核攻撃の役割は与えられなかった。初期のモデルは、特に北方海域における航空母艦の露天甲板でシミターに搭載されるケースなどの厳しい環境での使用が制限されていた。Mk.2は極端な状況により耐えられるよう設計されており、それがMk.1との威力以外の主な相違となっていた。
あまり知られていないことだが、低空からのトス・ボミングを行う際、爆撃機はほとんどの場合爆発高度より低いところにいる。したがって実質的には、爆弾は「投下」されるのでなくて弾道を描いて「投げ上げ」られるのであり、それが所定の高度に達したときに爆発することになる。

## 実戦配備
キャンベラと3Vボマー部隊のためにイギリス空軍が備蓄したレッドベアードは合計110発に達した。そのうち48発はCENTO（中央条約機構）へのイギリスのコミットメントとしてキプロスに置かれ、別の48発はSEATO（東南アジア条約機構）へのコミットメントとしてシンガポールで備蓄された。残りはイギリスにあった。イギリス海軍での備蓄は、機密解除された文書アーカイブによれば、35発が5隻の航空母艦と港湾の補給補修基地に分散配置されていたと思われる。航空母艦は、（同様な資料から）それぞれ、レッドベアード5発を収容できる空調された収納庫を持っていたと考えられている。
レッドベアードというコードネームは1952年に付けられたが、それ以前は、公文書では「ジャベリン・ボム」として言及されている。それは、もともとは厚翼のグロスター ジャベリン全天候戦闘機を発展させた「薄翼ジャベリン爆撃機」に搭載されるように考えられていたためである。「ターゲット・マーカー爆弾」とも呼ばれたが、それはこの爆弾の性質を偽るための婉曲表現で、それによって、安全を危機にさらすことなく、その寸法や重さを航空機やその付属装置の設計者に知らせることが可能となった。
レッドベアードは1970年代初期にWE.177と交替した。